# Möckeln (ort)
Möckeln är ett tidigare stationssamhälle vid Södra stambanan i Stenbrohults socken, Älmhults kommun. Orten är uppbyggd kring byn Sånnaböke, men stationen tog namn efter den intilliggande sjön Möckeln. 
1960 avgränsade SCB en tätort med 203 invånare i området. 1970 hade tätorten vuxit samman med Älmhults tätort, och orten betraktas idag som en nordlig del av Älmhult.